# Главное управление по государственным театрам (Турция)

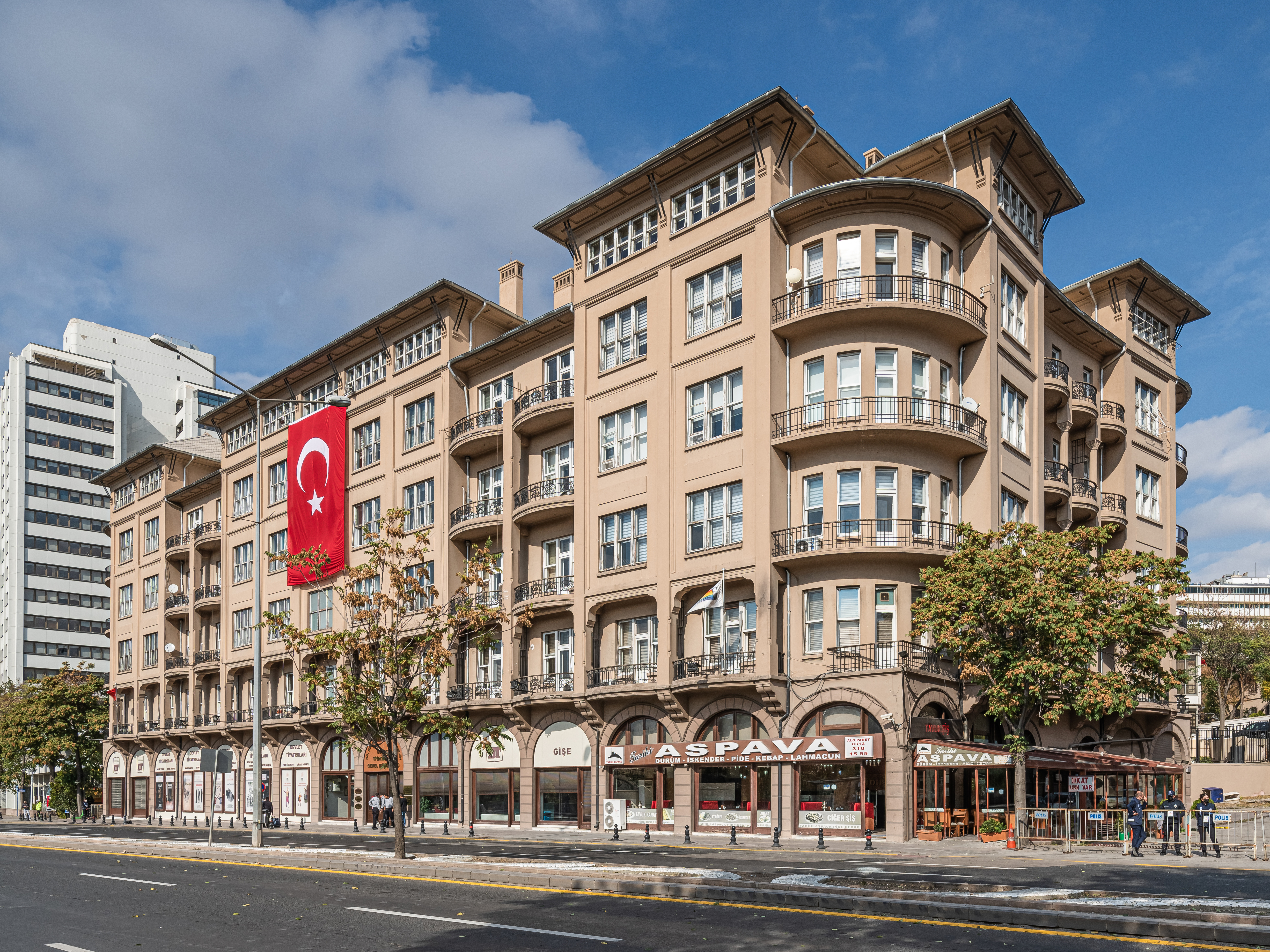
Головной офис Главного управления турецких государственных театров в Анкаре

Главное управление по государственным театрам (тур. Devlet Tiyatroları — ДТ) — официальное управление национальных театров Турции. Находится в ведении Министерства культуры и туризма Турции. Финансирует программы поощрения искусства и повышение общественного интереса к театрам. По состоянию на 2007 год, в дирекции работает около 2200 человек.

## История
Театральная жизнь в Турции сосредоточена большей частью в городах Анкара и Стамбул. Театральный сезон здесь продолжается около восьми месяцев — с октября по май. В день театры дают в день одно-два представления (в 18:00 и 21:00 час), а по выходным — по три спектакля. После окончания сезона часть турецких театров выезжает на гастроли по стране и за границу.
В Турции все театры разделены на три группы: государственные, муниципальные и частные. Основная часть государственных театров находится в Анкаре, муниципальные театры — в Стамбуле.
Государственные театры находятся в ведении Генерального управления государственных театров при министерстве просвещения, которое и утверждает репертуар этих театров. Большая часть государственных драматических театров в Анкаре и муниципальных театров в Стамбуле было организовано Мухсином Эртугрулом, турецким актером и режиссёром, «отцом турецкого театра» в 1920-е годы.

## Центры
Дирекция владеет более 52 сценами в 19 городах Турции (Анкара, Стамбул, Измир, Бурса, Адана, Анталья, Трабзон, Конья, Сивас, Диярбакыр, Ван, Эрзурум, Газиантеп, Малатья, Элязыг, Самсуне, Чоруме, Зонгулдак и Кахраманмараш), на которых осуществляются постановки около 120 спектаклей.

## Государственные театры Турции

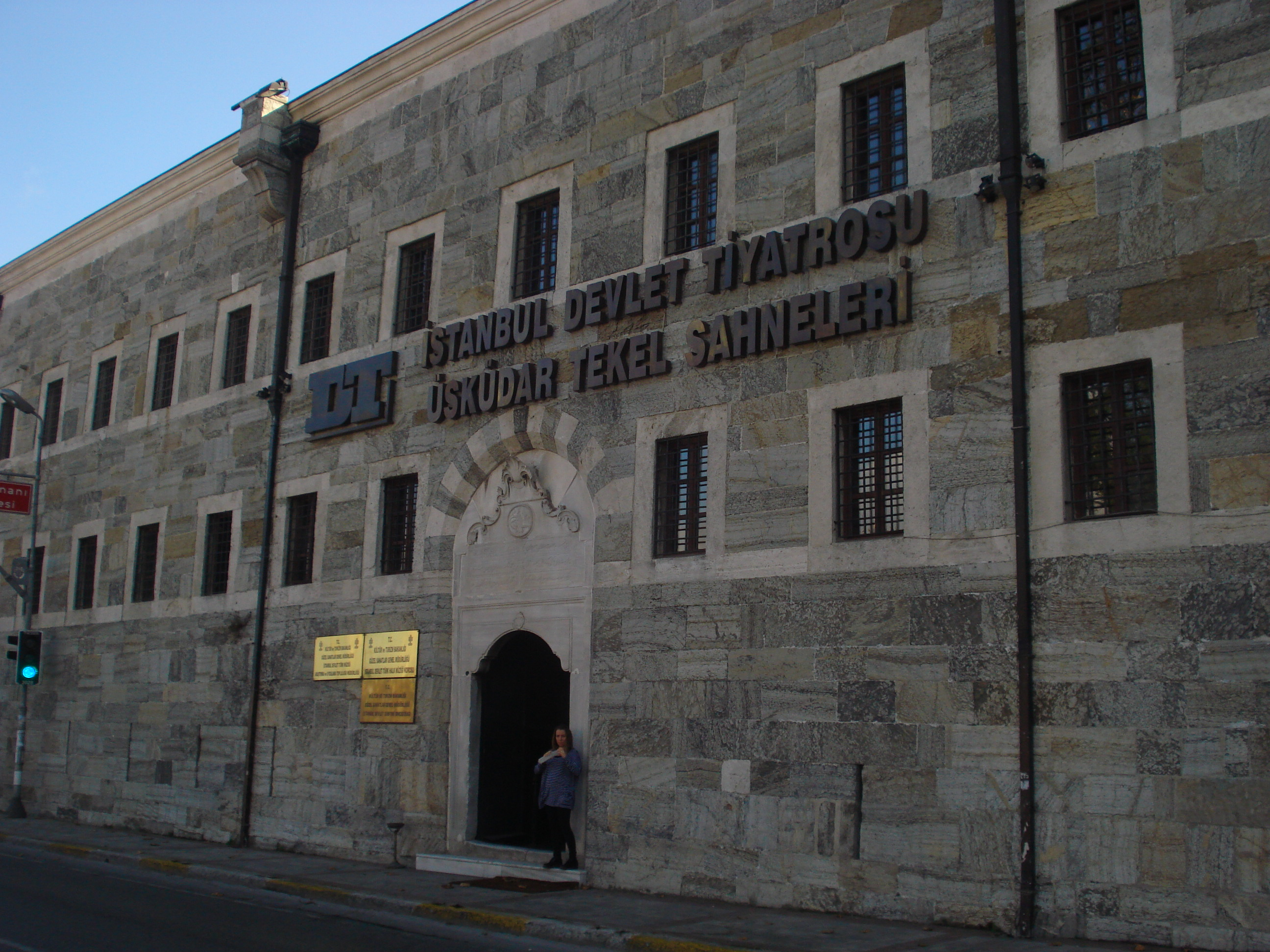
Государственный театр в Стамбуле

В настоящее время в Турции работают следующие государственные театры:
- Государственный театр в Стамбуле[1];
- Государственный театр в Измире;
- Государственный театр в Анталии;
- Государственный театр Бурса;
- Государственный театр в Адане[2];
- Государственный театр в Конья;
- Государственный театр в Эрзуруме;
- Государственный театр в Диярбакыре;
- Государственный театр в Трабзоне;
- Государственный театр в Ване;
- Государственный театр в Сивасе;
- Государственный театр в Газиантепе;
- Государственный театр в Малатья;
- Государственный театр в Элязыге;
- Государственный театр в Коруме;
- Государственный театр в Зонгулдаке;
- Национальный театр Турецкой армии;
- Государственный театр в Ризе.

## Руководство
Директор Главного управления по государственным театрам Турции — Нежат Биреджик (Nejat Birecik) (с 22 октября 2014 г.).

## Связи
Главное управление турецких государственных театров сотрудничает с российскими представительствами. Русский театр и культуры России оказали влияние на становление турецкого театра. По российской инициативе в 2015—2016 годах в Уфе проводится VI Международный фестиваль тюркоязычных театров «Туганлыг», на который приглашены коллективы из Турции. Турецкое главное управление оказывает содействие в организации гастролей российских театров в городах Турции.